# Протерозухиды
Протерозухиды (лат. Proterosuchidae) — семейство вымерших пресмыкающихся из группы Archosauriformes, находятся в основании ветви, ведущей к более развитым истинным архозаврам. По устаревшей классификации являлись подотрядом «текодонтов» Proterosuchia Broom, 1906. 
Впервые появились в верхепермской эпохе, вымерли в нижнетриасовой эпохе (259,0—247,2 млн лет назад).

## Описание
Череп длинный, низкий, с резко изогнутой вниз премаксиллой.  Длина черепа до 50 см. Есть предглазничное окно, сохраняются надвисочная и заднетеменная кости, пинеальное отверстие. Поперечные выросты птеригоидов озублены. Зубные ячейки мелкие. Тело крокодилоподобное. 7 шейных позвонков, у некоторых шея довольно длинная. Длинные поперечные отростки туловищных позвонков. Лопатка и коракоид разделены. Конечности пятипалые, запястье слабо окостеневшее. Таз примитивный, без тиреоидного окна. Конечности широко расставлены, как у ящериц. Хвост длинный.
Традиционно рассматривались как полуводные хищники, охотники за мелкими позвоночными и рыбой. Однако, дальнейшее изучение гистологии костей протерозухид не дало никаких доказательств в пользу полуводного образа жизни. Многие из них также населяли аридные местообитания с небольшим количеством воды. Кроме того, изучение гистологии костей (показавшие довольно высокие и непрерывные темпы роста) и концентрации изотопов кислорода в окаменелостях указали на то, что протерозухиды имели довольно высокий уровень обмена веществ, хотя, вероятно, ещё не были настоящими теплокровными животными. По крайней некоторые представители, такие как Archosaurus rossicus, могли быть охотниками за достаточно крупной добычей.
Протерозухиды вымерли в триасе, но они могли дать начало самым крупным нижнетриасовым хищникам — эритрозухиям.

## Классификация

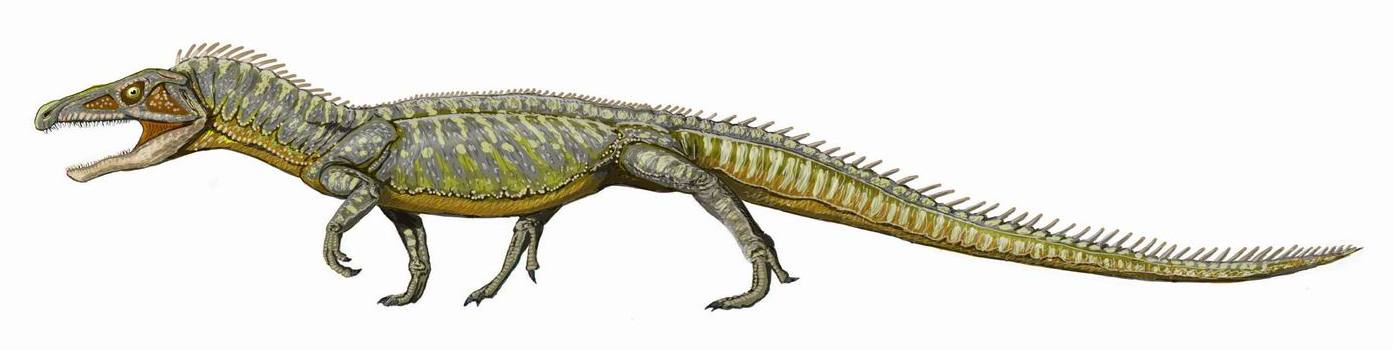
Proterosuchus fergusi

По данным сайта Paleobiology Database, на август 2019 года в семейство включают 3 вымерших рода:
- Род Archosaurus Tatarinov, 1960
  - Archosaurus rossicus Tatarinov, 1960
- Род Blomosuchus Sennikov, 1997
- Род Proterosuchus Broom, 1903 [syn. Chasmatosaurus Haughton, 1924, Elaphrosuchus Broom, 1946]
  - Proterosuchus alexanderi (Hoffman, 1965) [syn. Chasmatosaurus alexanderi Hoffman, 1965]
  - Proterosuchus fergusi Broom, 1903 [syn. Chasmatosaurus vanhoepeni Haughton 1924, Elaphrosuchus rubidgei Broom, 1946, Proterosuchus vanhoepeni (Haughton, 1924)]
  - Proterosuchus goweri Ezcurra & Butler, 2015
  -  ? Chasmatosaurus yuani Young, 1936

Несколько родов, ранее включаемых в семейство, Ezcurra в 2016 году на основании филогенетических исследований переместил в группу Archosauriformes: Chasmatosuchus Huene, 1940, Fugusuchus Cheng, 1980, Kalisuchus Thulborn, 1979, Sarmatosuchus Sennikov, 1994.

### Отдельные представители

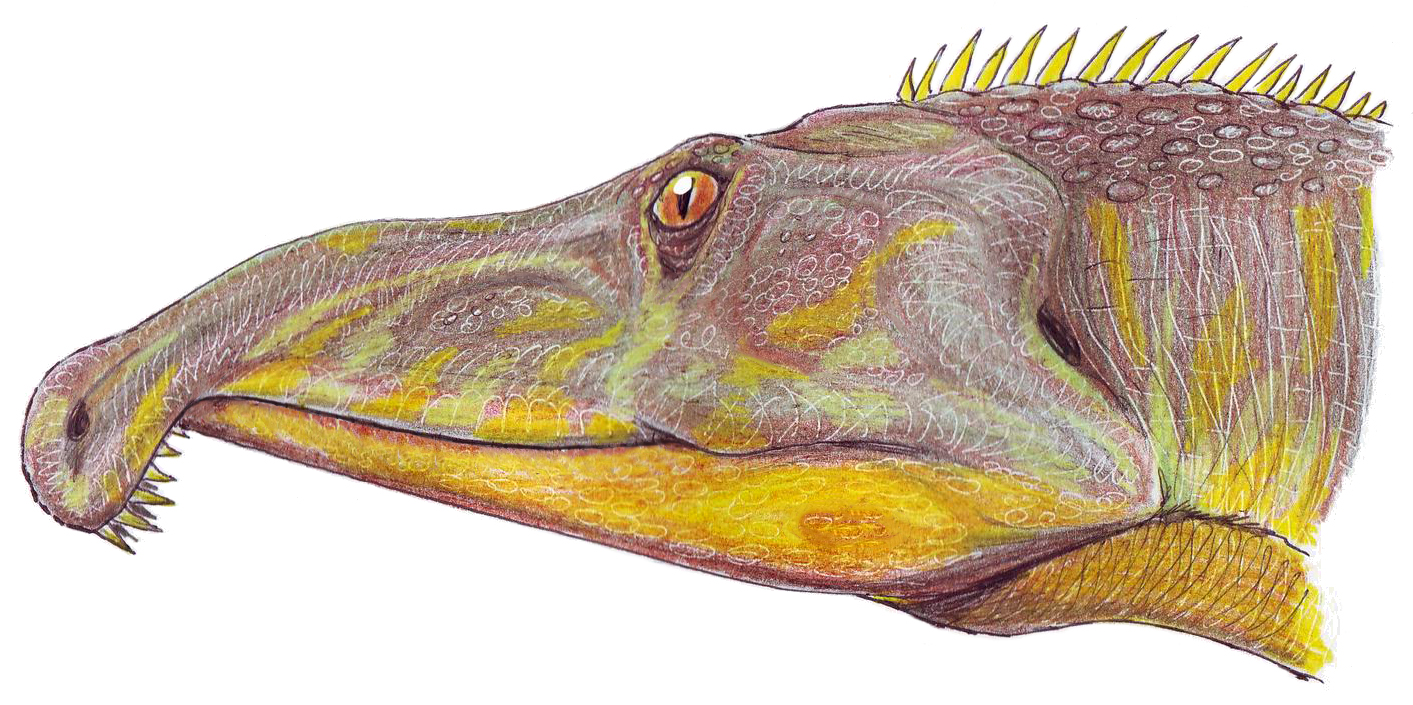
Голова Chasmatosaurus yuani

Род Proterosuchus описан Р. Брумом из нижнего триаса (зона Lystrosaurus) Южной Африки в 1903 году вместе с видом Proterosuchus fergusi. Это же животное было позднее описано Хаутоном как Chasmatosaurus vanhoepeni. Длина черепа от 15 до 50 см. Вероятно, остатки протерозухов принадлежали более мелким молодым особям, тогда как «хасматозавры» — более крупные животные. Череп низкий, с длинной мордой. Телосложение относительно лёгкое, зубы длинные, изогнутые назад. Вероятно, полуводный хищник, охотник за мелкой добычей. Близкий вид (C. yuani) описан в 1936 году из одновозрастных отложений Китая.

## В культуре
Протерозухи-хасматозавры были весьма правдоподобно представлены в последней серии проекта ВВС «Walking with Monsters» (2005).